# Kasimir Graff
Kasimir Romuald Graff, född 7 februari 1878, död 15 februari 1950, var en tysk astronom.
Graff blev föreståndare för Urania observatoriet i Berlin 1899, assistent i Hamburg 1902, observator där 1909, samt professor i astronomi och direktor för observatoriet i Wien 1929. Graff utgav Grundriss der geographischen Ortsbestimmung (1914) och Grundriss der Astrophysik (1927–1928).